# Suzuki Cervo
La Suzuki Cervo est une petite voiture, appartenant au Japon à la catégorie des keijidosha, produite par Suzuki de 1977 à présent.

## Première génération (1977 - 1982)
En octobre 1977, sort la Cervo de première génération en remplacement du coupé Fronte arrêté un an plus tôt et basé sur la plateforme  de la Fronte SS10.
La Cervo possède une ligne très proche de la Fronte mais avec des pare-chocs plus grands et un renflement sur la face avant au niveau de la calandre, qui s'agrandit de quelques centimètres. Elle s'équipait d'un moteur 3 cylindres de 539 cm3 affichant une puissance de 27 ch. 

### SC100

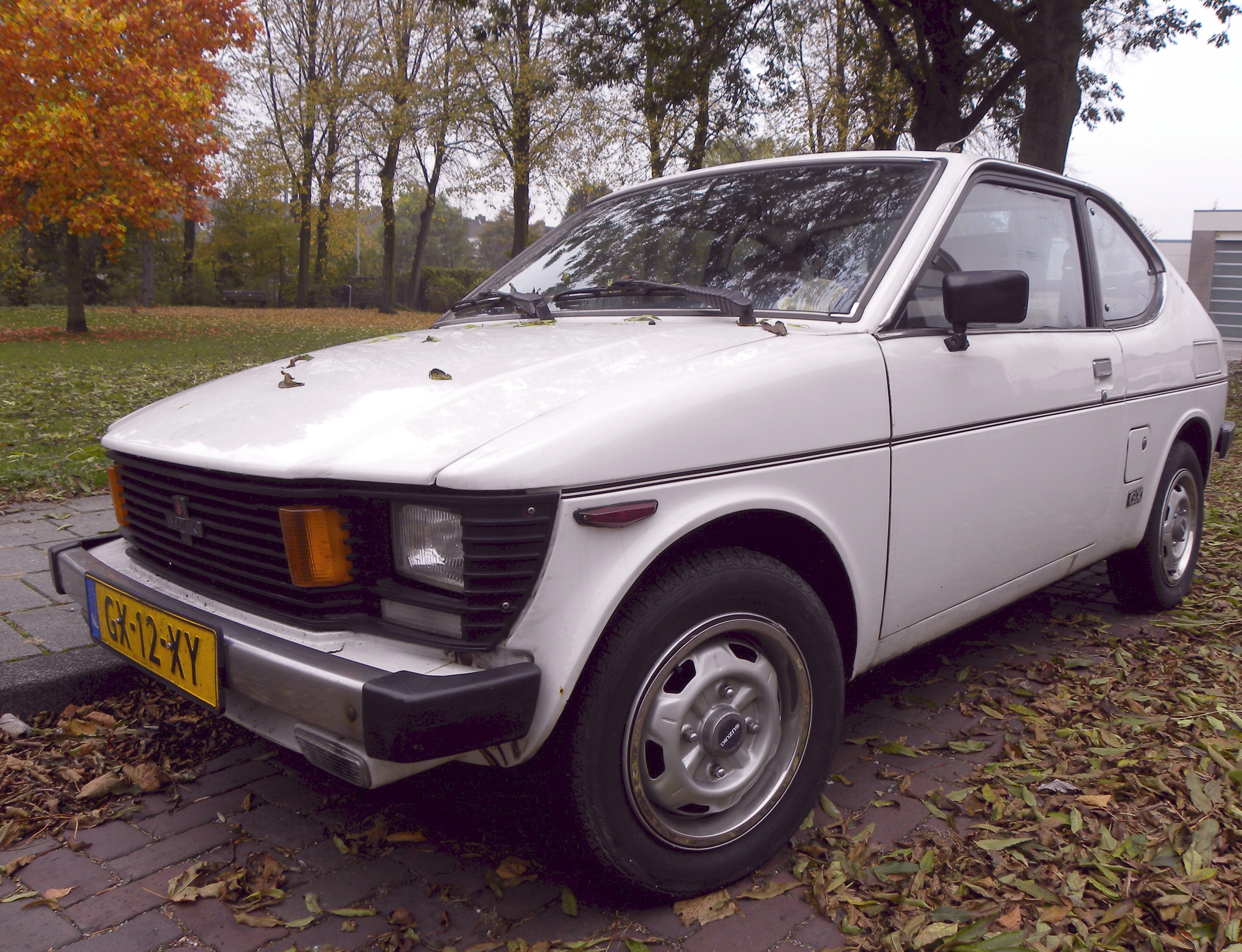
Suzuki Cervo SC100

La voiture a également des phares ronds. Suzuki exporte la voiture à partir d'avril 1978 au Royaume-Uni où elle est surnommée SC100. Elle troque son 3 cylindres contre un  4 cylindres de 970 cm3 de 47 ch, le F10A qui permet une vitesse de 143 km/h. La Cervo est aussi disponible à Hong Kong, en Afrique du Sud et en Nouvelle-Zélande, des pays qui vendent des voitures à volant droit. La CX100 a un volant qui passe à  gauche pour les marchés du Pays-Bas et du Chili.
La Cervo SS20 (ou SC100) arrête sa production en 1982 pour laisser sa place à la nouvelle génération de Cervo avec le moteur avant. 

## Quatrième génération (1990 - 1998)

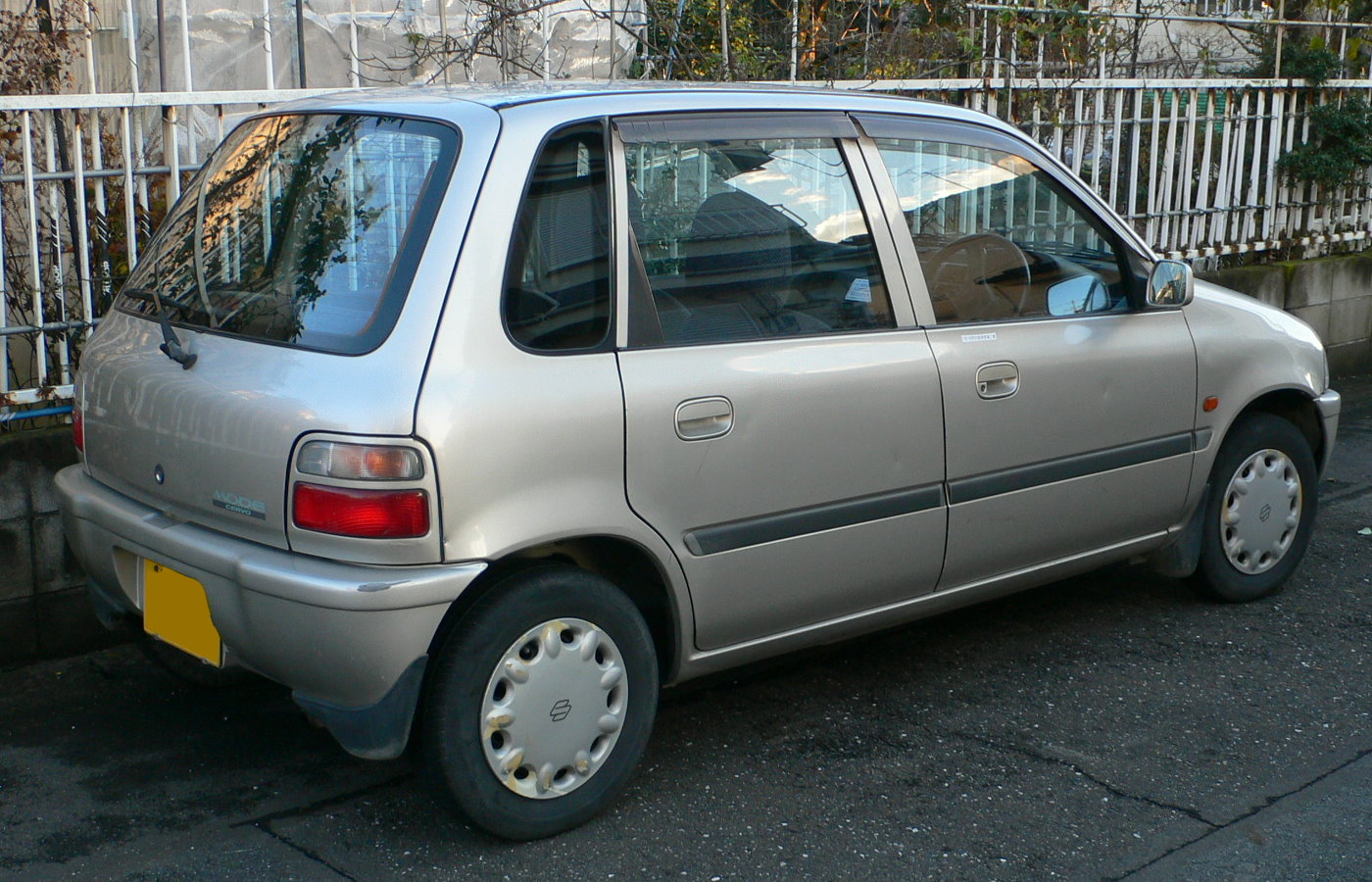
Suzuki Cervo Mode 5 portes

La Suzuki Cervo est renouvelée en 1990. Vendue normalement sous le nom de Maruti Zen, elle est nationalisée européenne et baptisée du nom de Suzuki Alto. C'est la seconde génération à être importée en Europe.

### Cervo C (Classic)

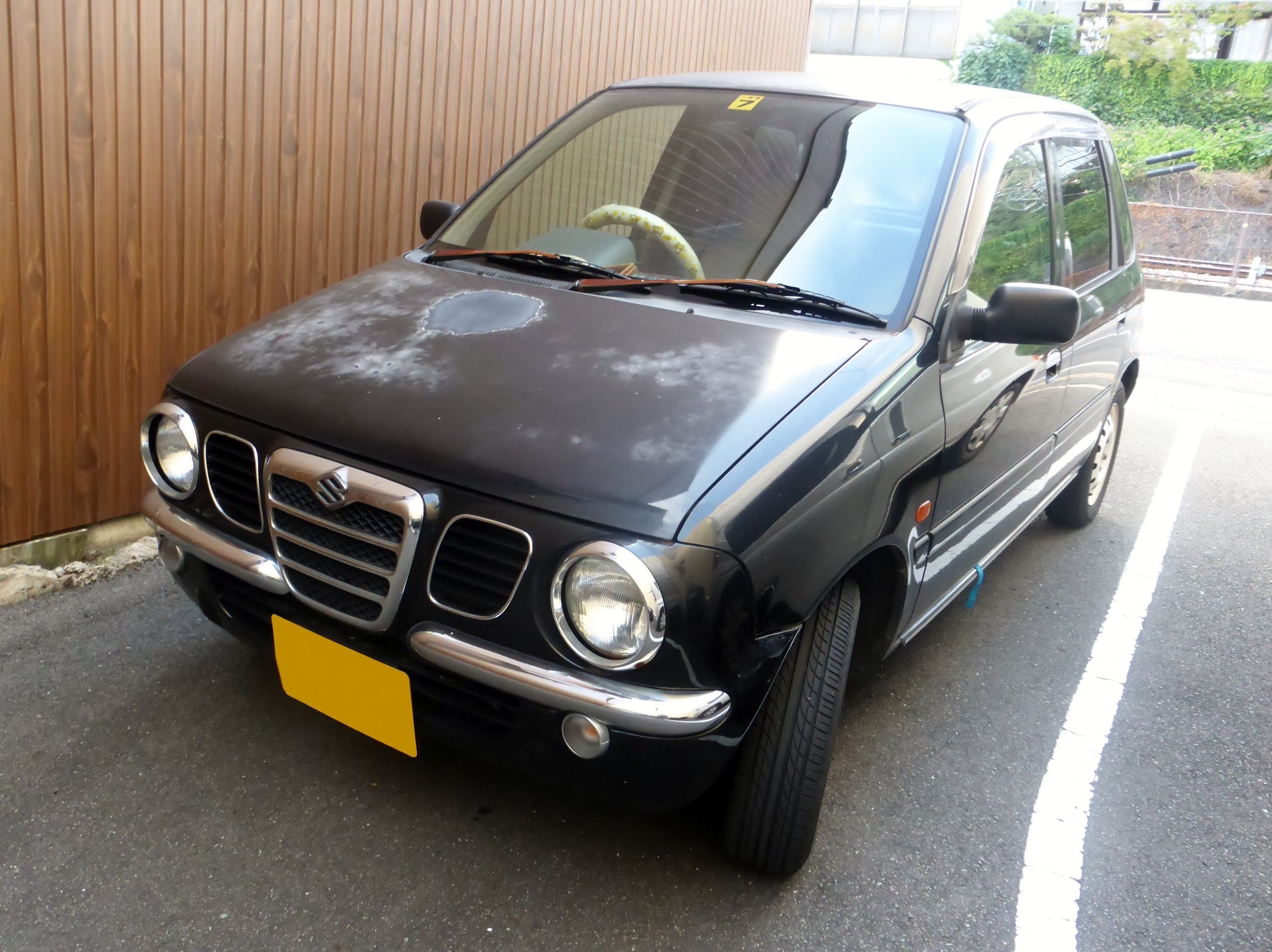
Suzuki Cervo C

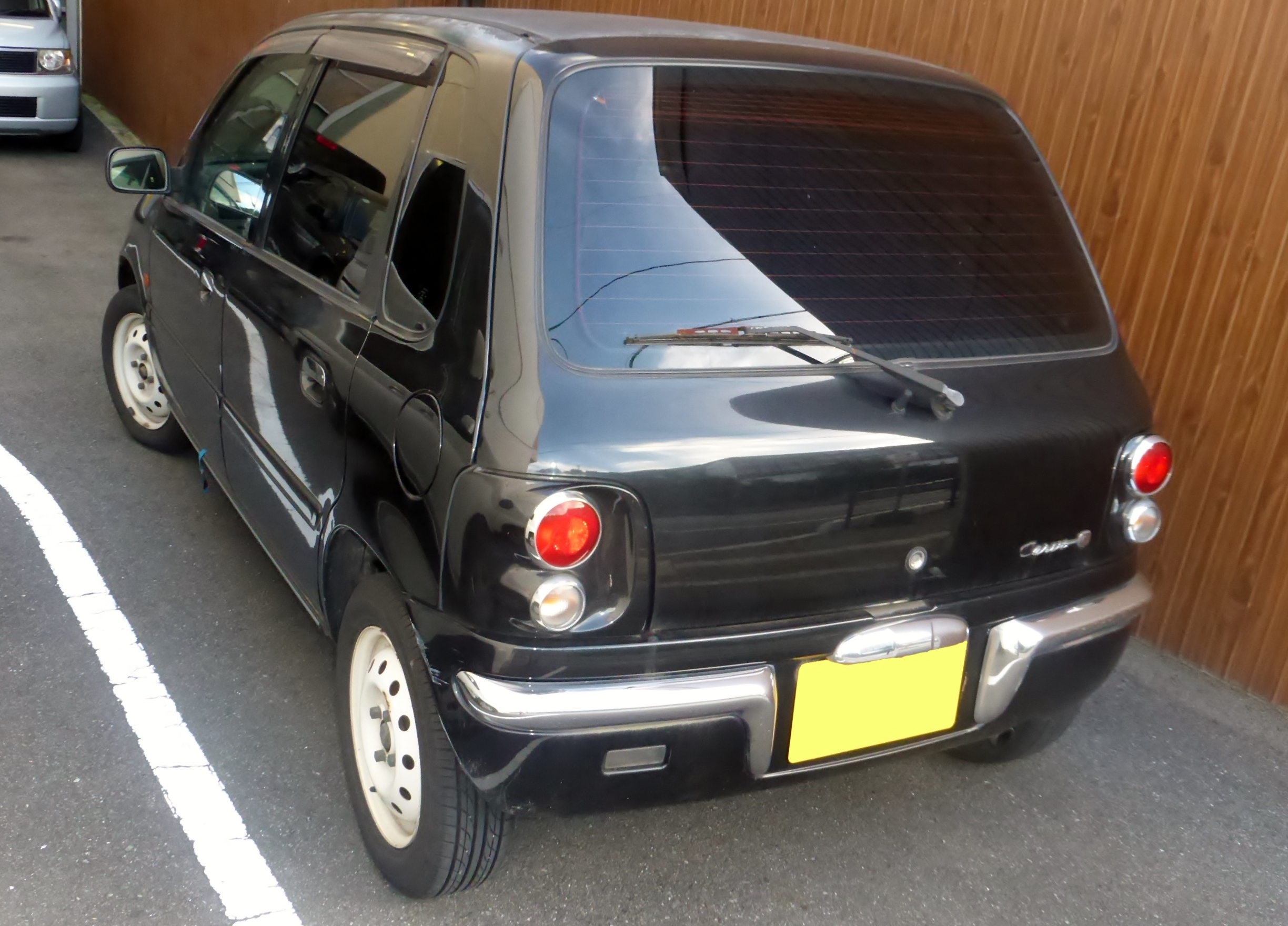
Suzuki Cervo C

Elle existe en version rétro de Bolero, une marque qui rebadge des modèles occidentaux avec des phares et feux à masque rond, et elle est baptisée Cervo C.
En 1998, sa lignée et sa production s'arrête.

## Cinquième génération (2006 - Présent)
Réapparue en 2006, la Cervo s'apprente à une kei car.

### Maruti Cervo
La kei car est aussi vendue par Maruti. Elle a pour mission de remplacer la Zen produite de 1990 à 1998.